# Puplinge
Puplinge je obec na jihozápadě Švýcarska, v kantonu Ženeva. Žije zde přibližně 2 500 obyvatel.

## Geografie
Obec se nachází na levém břehu řeky Rhôny, asi 7 kilometrů severovýchodně od Ženevy, na hranici s Francií. Skládá se z hlavní obce Puplinge a vesnic Mon-Idée a Cornier. Obec sousedí s obcí Ville-la-Grand v departementu Horní Savojsko ve Francii; kromě Francie sousedí se švýcarskými obcemi Choulex, Presinge a Thônex.

## Historie

Letecký pohled (1927)

Puplinge bylo součástí obce Presinge až do rozdělení v roce 1851. Tomu předcházely spory o obnovu kostela v Presinge, na kterou obyvatelé Puplinge nechtěli přispívat, a obvinění, že obecní rada, ovládaná obyvateli Puplinge, zanedbává zlepšení infrastruktury Presinge. Od konce 60. let 20. století, kdy kanton povolil výstavbu sociálních bytů (11 stavebních povolení v roce 1968, 246 v roce 1973, 155 v roce 1974 a 60 v roce 1983), se Puplinge, kde dříve převládalo zemědělství, rychle proměnilo v rezidenční obec. Silný nárůst počtu obyvatel vedl k nákladným investicím (školy, kanalizace). V roce 1976 byl kvůli velkému počtu nových obyvatel současně postaven kostel Bon Pasteur. V roce 1977 se obec na základě petice rozhodla, že v budoucnu bude v obytné zóně stavět méně hustě. Na území obce se částečně nachází ženevské vazební centrum Champ-Dollon, které bylo otevřeno v roce 1977. Od roku 1977 se zde každé dva roky konají řemeslné trhy.

## Obyvatelstvo
| Vývoj počtu obyvatel | Vývoj počtu obyvatel | Vývoj počtu obyvatel | Vývoj počtu obyvatel | Vývoj počtu obyvatel | Vývoj počtu obyvatel | Vývoj počtu obyvatel | Vývoj počtu obyvatel | Vývoj počtu obyvatel | Vývoj počtu obyvatel | Vývoj počtu obyvatel | Vývoj počtu obyvatel | Vývoj počtu obyvatel | Vývoj počtu obyvatel |
| -------------------- | -------------------- | -------------------- | -------------------- | -------------------- | -------------------- | -------------------- | -------------------- | -------------------- | -------------------- | -------------------- | -------------------- | -------------------- | -------------------- |
| Rok                  | 1860                 | 1900                 | 1930                 | 1950                 | 1960                 | 1990                 | 2000                 | 2010                 | 2012                 | 2014                 | 2015                 | 2016                 | 2017                 |
| Počet obyvatel       | 291                  | 267                  | 246                  | 274                  | 342                  | 2209                 | 2258                 | 2031                 | 2041                 | 2043                 | 2122                 | 2345                 | 2401                 |

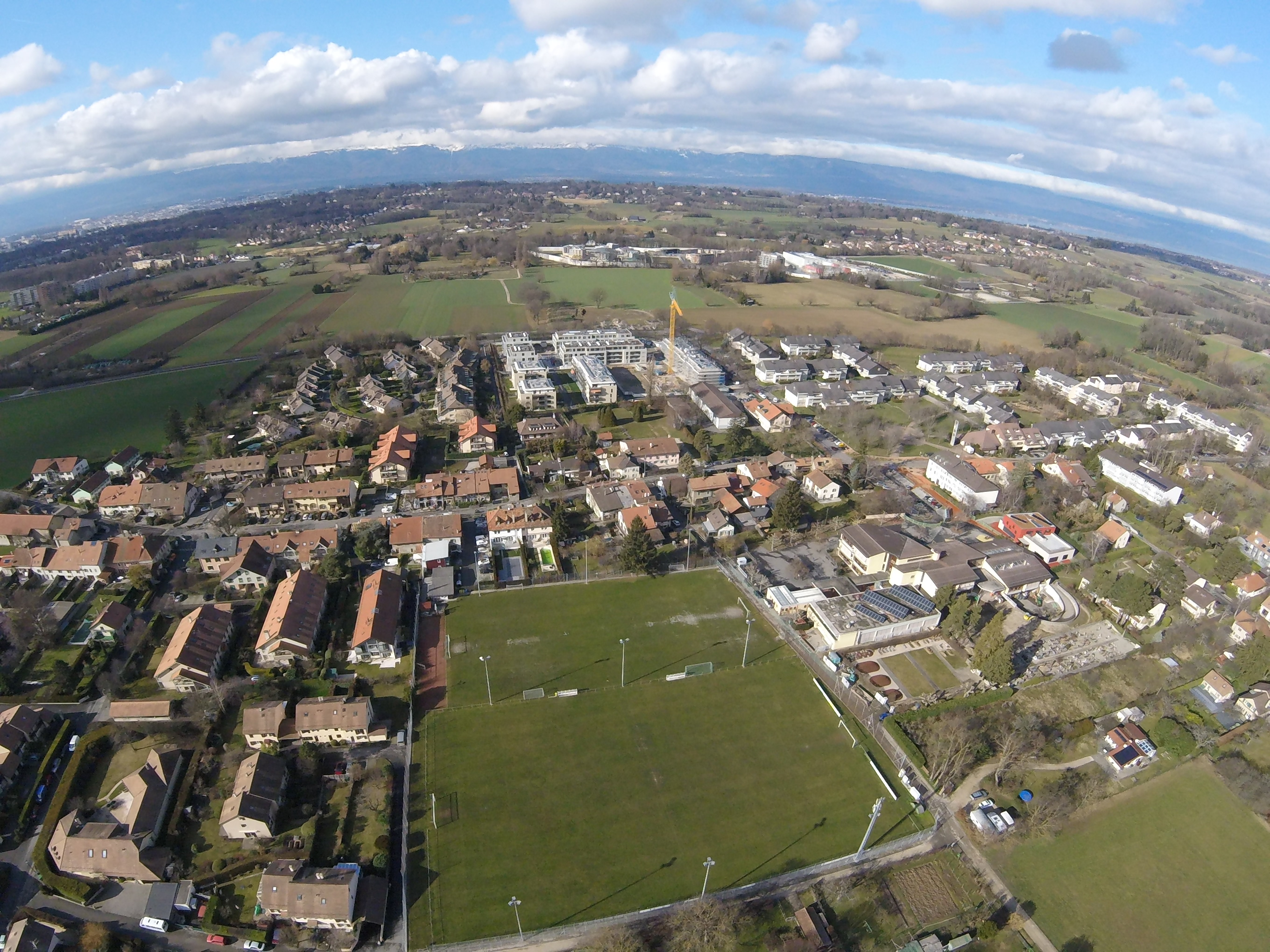
Panorama obce

Úředním jazykem v Puplinge je francouzština. Až do poloviny 17. století se však v regionu běžně používala franko-provensálština (ve Švýcarsku nazývaná také romand). Pozůstatky franko-provensálštiny se dosud zachovaly pouze v názvech ulic ve francouzsky mluvícím Švýcarsku (Romandii) a jejich okolí. Po ratifikaci smlouvy Savojským vévodstvím 4. března 1540, která učinila francouzštinu jediným úředním jazykem, používání všech franko-provensálských dialektů pokleslo a přežilo pouze v zemědělských podmínkách a v izolovaných městech. Dnešní Švýcarsko neuznává francouzštinu (romand) jako jeden ze svých úředních jazyků.
Většina obyvatel (k roku 2000) hovoří francouzsky (1877, tj. 83,1 %), druhá nejčastější je němčina (99, tj. 4,4 %) a třetí angličtina (75, tj. 3,3 %).

## Doprava
Puplinge je napojeno na síť veřejné dopravy autobusovými linkami, které provozuje ženevský dopravní podnik Transports publics genevois (TPG). Železnice územím obce neprochází, nejbližší železniční stanice se nachází ve francouzském Annemasse.